# Ulrich Schröder (Fußballspieler)
Ulrich Schröder (* 7. August 1961 in Gelsenkirchen) ist ein ehemaliger deutscher Fußballspieler.

## Karriere
Schröder spielte in der Jugendabteilung vom FC Schalke 04. Mit seinem Team, das von Trainer Heinz van Haaren betreut wurde, schaffte er nach dem Gewinn der Meisterschaft im Regionalverband West den Sprung ins Finale um die deutsche B-Jugendmeisterschaft der Saison 1977/78. Im Finale trafen die Gelsenkirchener auf den FC Hertha 03 Zehlendorf aus Berlin. Im Hammer Jahnstadion konnte Schröder seine Erfolgsserie fortsetzen, das Finale wurde eindeutig mit 6:0 gewonnen. Er hat unter anderem mit Wolfram Wuttke in der Offensive im Finale gespielt. Schröder war deutscher B-Jugend-Meister. In den Folgejahren spielte Schröder auf Jugendebene erfolgreich Fußball. Mit seinen Mannschaftskollegen schaffte er als A-Jugendlicher es erneut ins Finale um die deutsche Meisterschaft. Im Finale der Saison 1979/80 war der Gegner der SV Waldhof Mannheim. Das Team von S04 wurde im Stadion Niederrhein von Trainer Fahrudin Jusufi eingestellt. Schröder lief im Angriff auf, konnte die 1:2-Niederlage, für Mannheim hatte Uwe Rahn und Egbert Zimmermann getroffen nicht verhindern. Schröder wurde mit Schalke Vizemeister.
Noch vor dem Finale um die deutsche A-Jugendmeisterschaft gab Schröder sein Debüt in der Bundesliga. Das Traineramt beim Profiteam hatte sein A-Jugend Trainer Fahrudin Jusufi übernommen. Am 32. Spieltag der Saison 1979/80 wurde er von diesem beim Auswärtsspiel gegen Bayer 04 Leverkusen bei der 0:2-Niederlage in der 60. Spielminute für Uwe Höfer eingewechselt. In der Saison 1980/81 kam Schröder zu einem weiteren Einsatz in der Bundesliga. Beim letzten Saisonspiel gegen den 1. FC Köln, Schalke stand bereits als Absteiger fest wurde er für Bernd Thiele bei der 1:2-Niederlage eingewechselt. Auf Grund von Verletzungen wechselte Schröder ins Amateurlager zum 1. FC Recklinghausen.